# 竹里畲族乡
竹里畲族乡是中华人民共和国浙江省温州市泰顺县下辖的一个民族乡。

## 行政区划
竹里畲族乡下辖以下村级行政区划单位：
竹里村、何宅垟村和茶石村。